# Beatnicy
Beatnicy, bitnicy (ang. beat generation) – nieformalny awangardowy ruch literacko-kulturowy, propagujący idee anarchistycznego indywidualizmu, nonkonformizmu i swobody twórczej, który powstał w latach 50. XX w. w USA.
Nazwa ruchu pochodzi od angielskiego słowa „beat”. Jako przymiotnik słowo to jest związane ze „zmęczeniem” i „przegraniem” (np. „to be beaten”). Ma jednak także powiązania muzyczne, szczególnie podkreślone w powieści Jacka Kerouaca W drodze. Termin „upbeat” oznacza nieakcentowane uderzenie, często ostatnie w takcie, a w języku potocznym – „żywe, szybkie tempo”; „on the beat” z kolei, to „być w rytmie”, „utrzymywać rytm”. Istnieją interpretacje, jakoby Beat Generation oznaczało podbite pokolenie czy pokolenie beautitude Zena Snydera. Ruch beatników istniał analogicznie do ruchu egzystencjalistów w Europie; dał również podstawy do powstania w latach 60. rewolucji hippisowskiej.
Typowy beatnik to buntownik, charakteryzujący się niechlujnym ubiorem i wrogością wobec konsumpcyjnego społeczeństwa, zainteresowany filozofią, zwłaszcza buddyjską, dążący do prawd objawionych poprzez używanie narkotyków i alkoholu. W tradycji przyjęło się, że trzy sztandarowe dzieła ruchu Beat Generaton to W drodze Jacka Kerouaca, Skowyt Allena Ginsberga i Nagi lunch Williama S. Burroughsa. Duży wpływ na zdefiniowanie i ukształtowanie ruchu Beat Generation miała książka Aldousa Huxleya Drzwi percepcji.

## Charakterystyka ruchu
Poezja Beat Generation czerpała inspiracje z twórczości Williama Blake'a, Walta Whitmana, Williama Carlosa Williamsa czy Harta Crane
Beatnicy odrzucali styl życia amerykańskiego społeczeństwa konsumpcyjnego lat 50. Wyróżniali się niechlujnym ubiorem – przeciwstawienie „burżuazyjnej elegancji”. Sensu życia poszukiwali w podróżach (W drodze), zażywaniu narkotyków (Ćpun Williama S. Burroughsa), rozmowach o filozofii (zwłaszcza Wschodu) oraz w jazzie (szczególnie stylu be-bop). Sami siebie określali uciekinierami wewnątrz amerykańskiej kultury. Występowali przeciw przyjętemu wzorowi życia i normom obyczajowym (Lot nad kukułczym gniazdem Kena Keseya), czym wywoływali szok. Ich artystyczne i literackie dzieła-manifesty można uważać za zapowiedź ruchu hippisowskiego w latach 60.

## Twórcy ruchu
Jednym z najbardziej znanych beatników był Allen Ginsberg, autor tomiku Skowyt. Inną czołową postacią ruchu był Jack Kerouac (1922-1969), autor manifestu Beat Generation – powieści W drodze (On the Road, 1957), Podziemni 1958, Włóczędzy Dharmy 1958. Do ruchu należeli także m.in. Gary Snyder – obecnie mistrz zen. Mianem ostatniego i żyjącego beatnika określa się często Toma Waitsa, rzadziej Boba Dylana.

### Charakterystyka twórczości beatników
Twórczość beatników często oscylowała wokół podróży (głównie autostopem). Szczególnie silny nacisk na ten schemat kładł Jack Kerouac (później w swojej poezji żywo nawiązywał do tego Jim Morrison). Charakteryzowała się raczej prostym językiem, z dosadnym przesłaniem, gdzie podmiot liryczny był zwykle zagubiony na ulicach miasta.
Allen Ginsberg swoje inspiracje czerpał głównie z ulicy, jednakże pogłębiał je również substancjami psychoaktywnymi takimi jak LSD. Oprócz tego, szczególnie w poezji Ginsberga i prozie Burroughsa, często występowały dziwaczne wizje spowodowane zażywaniem narkotyków.

## Pisarze i poeci związani z ruchem beatników
- Amiri Baraka
- Richard Brautigan
- William S. Burroughs
- Raymond Carver
- Carolyn Cassady
- Neal Cassady
- Haldon Chase
- Gregory Corso
- Robert Creeley
- Robert Duncan
- William Everson
- Lawrence Ferlinghetti
- Allen Ginsberg
- John Clellon Holmes
- Herbert Huncke
- LeRoi Jones
- Bob Kaufman
- Jack Kerouac
- Ken Kesey
- Philip Lamantia
- Denise Levertov
- Dick McBride
- Michael McClure
- Jack Micheline
- Jim Morrison
- Peter Orlovsky
- Kenneth Patchen
- Janine Pommy Vega
- Diane di Prima
- Kenneth Rexroth
- Gary Snyder
- Joan Vollmer
- Anne Waldman
- Lew Welch
- Philip Whalen
- William Carlos Williams

## Filmowcy związani z ruchemBeat Generation
- Alfred Leslie
- Christoper Maclaine
- Mike Nyman
- Ron Rice
- Harry Smith